# ساحل خیابان اوک
ساحل خیابان اوک در شمال جاده لیک‌شور در شیکاگو، ایلینوی، در ساحل دریاچه میشیگان واقع شده است. یکی از مجموعه سواحل شیکاگو در منطقه شیکاگو پارک می‌باشد، ساحل خیابان اوک را به‌عنوان منطقه‌ای از تقریباً ۱۵۵۰ شمالی جاده لیک‌شور تا ۵۰۰ شمالی جاده لیک‌شور تعریف می‌کند، به استثنای ساحل خیابان اوهایو، لج جنوبی، یک مسیر بتنی که از ساحل خیابان اوهایو می‌گذرد. به منحنی خیابان اوک، رستوران ساحلی اوک استریت، ساحل درست اوک استریت، لبه شمالی ، و یک مسیر بتنی که از ساحل اوک استریت تا ساحل خیابان شمالی ادامه دارد.

## تاریخ

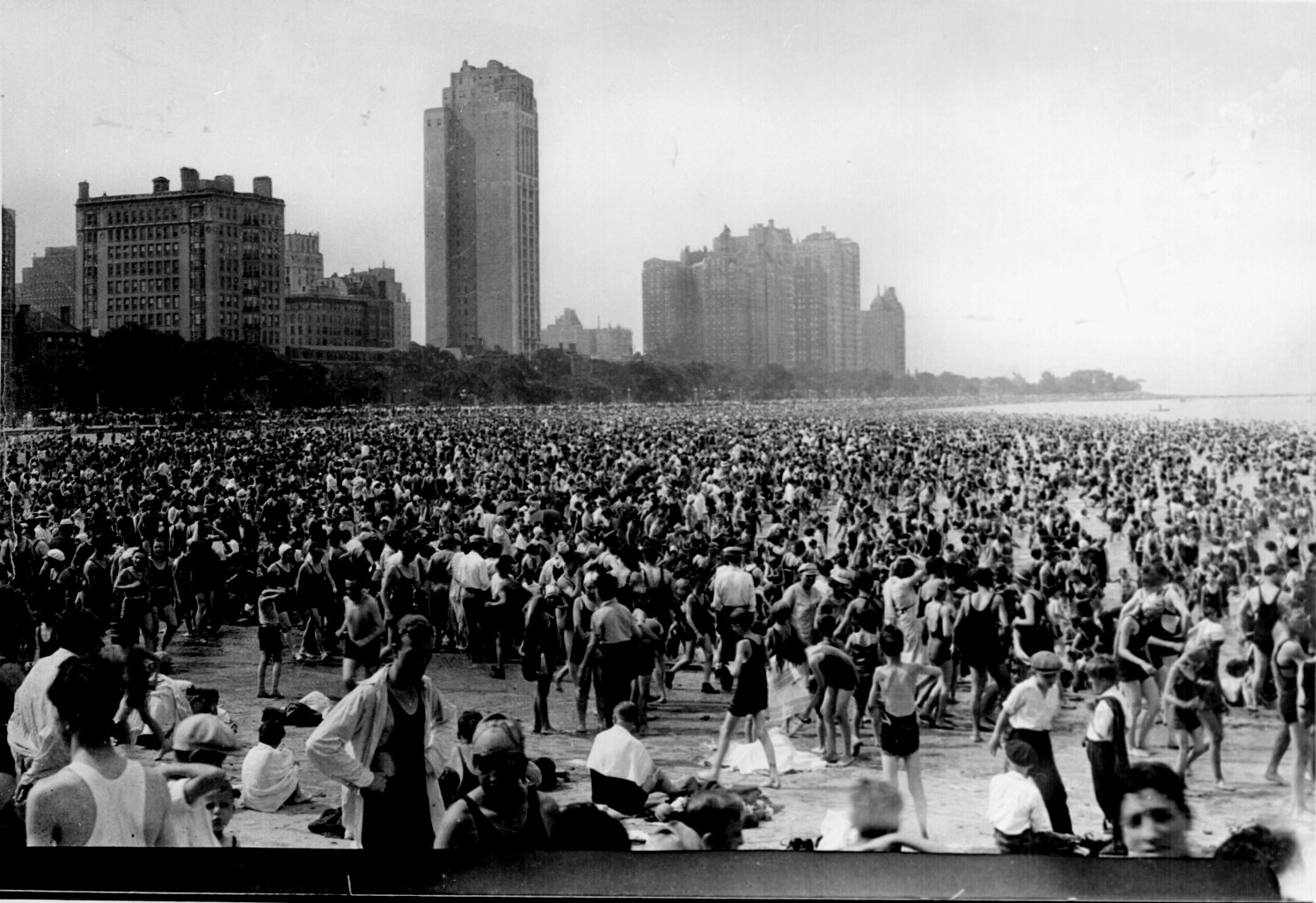
ساحل خیابان اوک، ۱۹۲۵

تا اواخر دهه ۱۸۰۰، ساحل دریاچه از خیابان اوک تا رودخانه شیکاگو به شیوه‌ای بسیار ملایم‌تر شیب داشت. با این حال، ساخت یک اسکله کشتیرانی در رودخانه منجر به ایجاد شن و ماسه و لجن در شمال شد. با بالا آمدن زمین از آب، متصرفین شروع به سکونت کردند که منجر به اختلافات با صاحبان املاک کنار دریاچه شد.
بزرگترین سلسله درگیری‌ها مردی به نام جرج استریتر را در سال ۱۸۸۶ احاطه کرد. قایق استریتر، با مسافران و محموله، روی شن و ماسه ایجاد شده توسط اسکله گیر افتاد. با تخلیه زباله و محموله، یک جزیره کوچک ایجاد کرد. سرانجام او مردم را متقاعد کرد که تعداد بیشتری را در آنجا تخلیه کنند و ادعا کرد که جزیره بزرگی وجود دارد. با این حال، شهر نتوانست آن را تحمل کند، و پس از نبردهای حقوقی (که برخی از آنها شامل دعواهایی با سلاح گرم بود) استریتر بیرون رانده شد و زمین، که در نهایت پر شد، بخشی از شیکاگو شد و به عنوان استرترویل شناخته شد.
ساحل خیابان اوک توسط شن و ماسه شسته شده در سمت شمالی استریترویل تشکیل شده است. در ابتدا تحت کنترل ناحیه پارک لینکلن بود، یکی از چندین ناحیه در شهر که در سال ۱۹۳۴ برای ایجاد منطقه پارک شیکاگو ادغام شد.
در طول دهه ۱۹۶۰، منطقه شنی خیابان اوک بیش از دو برابر مساحت کنونی را پوشانده بود و آب به اندازه سه فوت بالاتر از سطح فعلی خود بود. این ساحل به عنوان یک مکان اجتماعی تابستانی در نزدیکی مرکز شهر برای ساکنان و گردشگران محبوب بود.

## تاثیر فرهنگی
در یک آگهی رادیویی برای تشک در دهه ۱۹۷۰، کودکی در حال خواندن نامه‌ای بود که برای سندمن می‌نوشت. خط پانچ این بود که کودک می‌پرسید: «آیا درست است که تمام شن و ماسه خود را از ساحل اوک استریت می‌گیرید؟»

## گالری

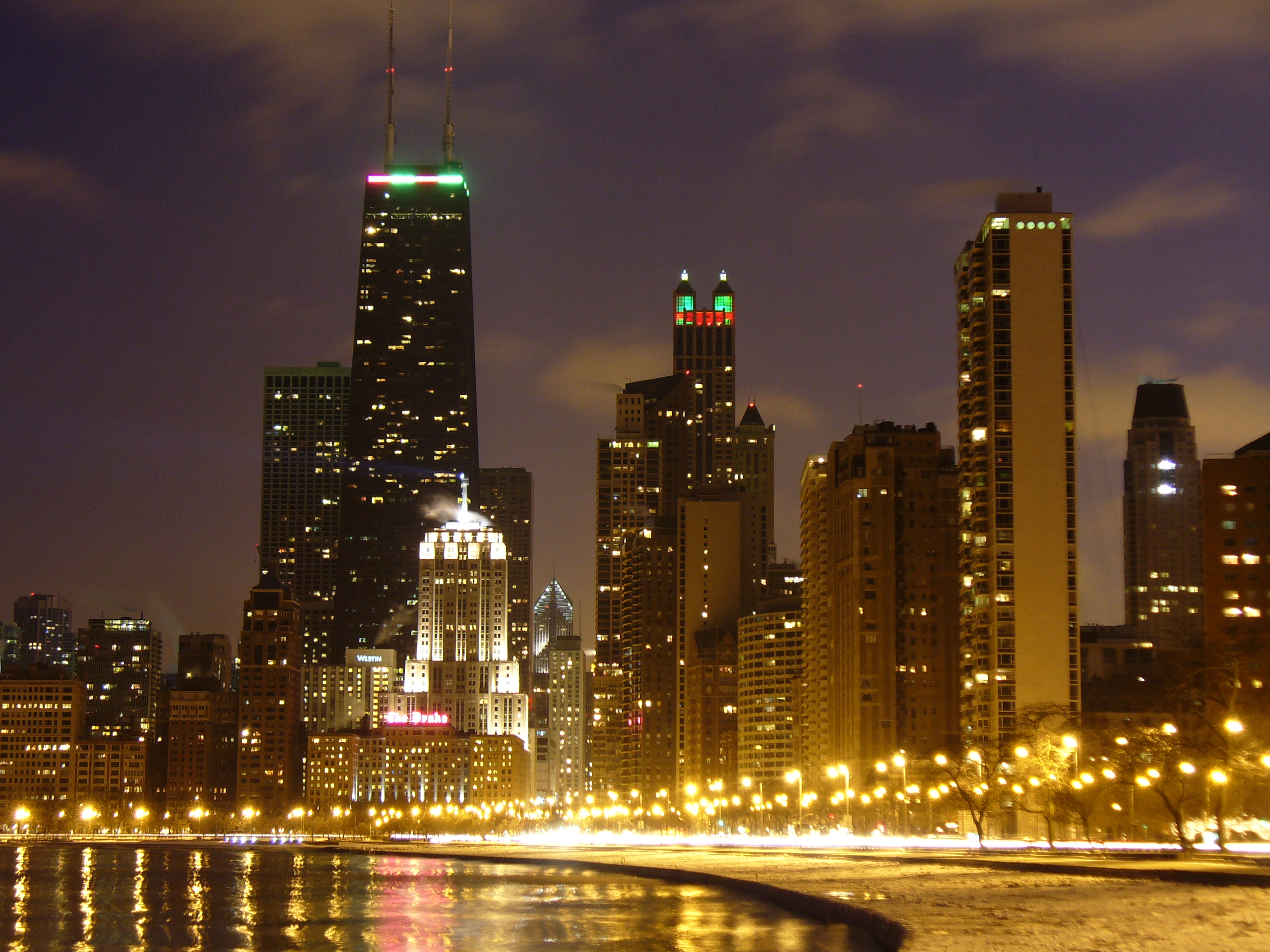
ساحل خیابان اوک در شب، ۲۰۱۰
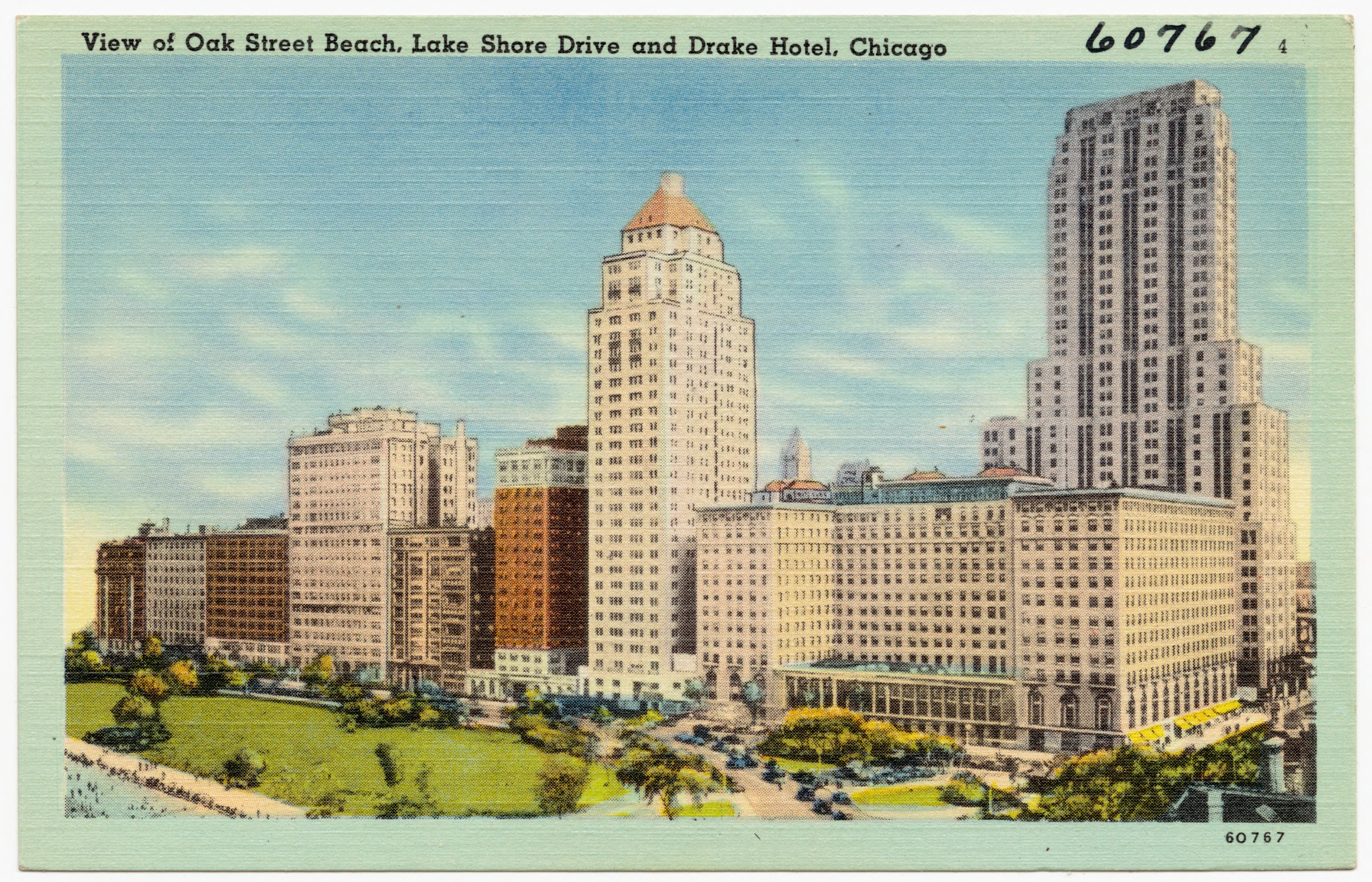
یک پست کارت متعلق به دهه ۱۹۴۰

## همچنین ببینید
- سواحل در شیکاگو
- پارک لینکلن